# 峨眉毛蕨
峨眉毛蕨（学名：Cyclosorus omeigensis），为金星蕨科毛蕨属下的一个种。